# Llista de monuments de Centelles
Llista de monuments de Centelles inclosos en l'Inventari del Patrimoni Arquitectònic Català del municipi de Centelles (Osona). Inclou els inscrits en el Registre de Béns Culturals d'Interès Nacional (BCIN) amb la classificació de monuments històrics, els Béns Culturals d'Interès Local (BCIL) de caràcter immoble i la resta de béns arquitectònics integrants del patrimoni cultural català.
| Monument                                                                   | Protecció    | Estil/època                                 | Localització                                  | Coordenades                                          | Codi?         | Imatge |
| -------------------------------------------------------------------------- | ------------ | ------------------------------------------- | --------------------------------------------- | ---------------------------------------------------- | ------------- | --- |
| El Portal                                                                  | BCIN 676-MH  | Gòtic tardà XVI, XX                         | Centelles C. Nou                              | 41° 47′ 53″ N, 2° 13′ 06″ E / 41.798085°N,2.218341°E | RI-51-0005457 | El Portal (Centelles) · Vegeu més fotos d'aquest monument · Carregueu una nova foto d'aquest monument                                                                  |
| Vinyoles                                                                   | BCIN 677-MH  | Obra popular XII, XVI, XVIII                | Centelles Crta. de Sant Feliu a Vic, km 17    | 41° 47′ 44″ N, 2° 12′ 24″ E / 41.795647°N,2.206623°E | RI-51-0005458 | Vinyoles (Centelles) · Vegeu més fotos d'aquest monument · Carregueu una nova foto d'aquest monument                                                                   |
| Palau Comtal                                                               | BCIN 1929-MH | Renaixement XVI-XVIII, XIX                  | Centelles Pl. Major, 5                        | 41° 47′ 51″ N, 2° 13′ 10″ E / 41.797490°N,2.219371°E | RI-51-0007299 | Palau Comtal (Centelles) · Vegeu més fotos d'aquest monument · Carregueu una nova foto d'aquest monument                                                               |
| Església parroquial de Santa Coloma                                        |              | Barroc XVIII, XX                            | Centelles Pl. Mossèn Xandri                   | 41° 47′ 53″ N, 2° 13′ 09″ E / 41.798057°N,2.219158°E | IPA-22553     | Església parroquial de Santa Coloma (Centelles) · Vegeu més fotos d'aquest monument · Carregueu una nova foto d'aquest monument                                        |
| Casa Domingo                                                               |              | Gòtic-renaixement XVI, XX                   | Centelles C. Socors, 1-3                      | 41° 47′ 50″ N, 2° 13′ 09″ E / 41.797183°N,2.219060°E | IPA-22554     | Casa Domingo (Centelles) · Vegeu més fotos d'aquest monument · Carregueu una nova foto d'aquest monument                                                               |
| Col·legi Ildefons Cerdà                                                    |              | Noucentisme XX Inici                        | Centelles C. de les Escoles                   | 41° 47′ 53″ N, 2° 12′ 57″ E / 41.797963°N,2.215969°E | IPA-22555     | Col·legi Ildefons Cerdà (Centelles) · Vegeu més fotos d'aquest monument · Carregueu una nova foto d'aquest monument                                                    |
| El Cerdà de la Garga                                                       | BCIL 2008    | Obra popular XVIII-XIX                      | Centelles Ctra. C-1413, km 14 a 3.500 m       | 41° 46′ 18″ N, 2° 13′ 48″ E / 41.771624°N,2.230091°E | IPA-22556     | El Cerdà de la Garga (Centelles) · Vegeu més fotos d'aquest monument · Carregueu una nova foto d'aquest monument                                                       |
| El Giol                                                                    |              | Obra popular XIII-XVII, XVIII-XX            | Centelles A 300 m poble sector ponent         | 41° 47′ 52″ N, 2° 12′ 27″ E / 41.797779°N,2.207570°E | IPA-22557     | Carregueu una nova foto d'aquest monument |
| El Molí de l'Estrada                                                       |              | Obra popular                                | Centelles A 400 m poble sector ponent         | 41° 47′ 49″ N, 2° 12′ 41″ E / 41.796886°N,2.211288°E | IPA-22558     | El Molí de l'Estrada (Centelles) · Vegeu més fotos d'aquest monument · Carregueu una nova foto d'aquest monument                                                       |
| El Puig Vell                                                               |              | Obra popular XVII-XVIII                     | Centelles A 500 m poble sector ponent         | 41° 48′ 02″ N, 2° 12′ 33″ E / 41.800456°N,2.209126°E | IPA-22559     | El Puig Vell (Centelles) · Vegeu més fotos d'aquest monument · Carregueu una nova foto d'aquest monument                                                               |
| Les Falgueres                                                              |              | Obra popular XVII-XVIII                     | Centelles Ctra. N-152, km 52                  | 41° 47′ 32″ N, 2° 13′ 55″ E / 41.792325°N,2.231997°E | IPA-22560     | Les Falgueres (Centelles) · Vegeu més fotos d'aquest monument · Carregueu una nova foto d'aquest monument                                                              |
| Capella de Santa Maria de Jesús                                            |              | Renaixement XVI                             | Centelles C. Jesús, 3                         | 41° 47′ 54″ N, 2° 13′ 04″ E / 41.7984°N,2.217914°E   | IPA-22561     | Capella de Santa Maria de Jesús (Centelles) · Vegeu més fotos d'aquest monument · Carregueu una nova foto d'aquest monument                                            |
| Pont de ferro                                                              |              | Arquitectura del ferro XX Inici             | Centelles Pl. de l'Estació                    | 41° 47′ 57″ N, 2° 13′ 22″ E / 41.799091°N,2.222865°E | IPA-22562     | Pont de ferro (Centelles) · Vegeu més fotos d'aquest monument · Carregueu una nova foto d'aquest monument                                                              |
| Can Tesa                                                                   |              | Gòtic tardà XVI, XVII                       | Centelles C. Socós, 15                        | 41° 47′ 48″ N, 2° 13′ 08″ E / 41.796686°N,2.21891°E  | IPA-22563     | Can Tesa (Centelles) · Vegeu més fotos d'aquest monument · Carregueu una nova foto d'aquest monument                                                                   |
| Can Crevillet                                                              |              | Obra popular XVIII                          | Centelles C. del Serrat, 20                   | 41° 47′ 44″ N, 2° 13′ 07″ E / 41.795667°N,2.218657°E | IPA-22564     | Can Crevillet (Centelles) · Vegeu més fotos d'aquest monument · Carregueu una nova foto d'aquest monument                                                              |
| Casa de la Rectoria                                                        |              | Obra popular XVIII-XIX                      | Centelles C. Estrangers, 6                    | 41° 47′ 54″ N, 2° 13′ 11″ E / 41.798199°N,2.219673°E | IPA-22565     | Casa de la Rectoria (Centelles) · Vegeu més fotos d'aquest monument · Carregueu una nova foto d'aquest monument                                                        |
| Casa Gaudí-Safores, antiga Casa Ollé                                       |              | Modernisme Joaquim Raspall XVIII, XX (1917) | Centelles C. Jesús, 1                         | 41° 47′ 54″ N, 2° 13′ 04″ E / 41.798345°N,2.217818°E | IPA-22566     | Casa Gaudí-Safores (Centelles) · Vegeu més fotos d'aquest monument · Carregueu una nova foto d'aquest monument                                                         |
| Casa Aguilar                                                               |              | Obra popular XVIII                          | Centelles C. Jesús, 17                        | 41° 47′ 56″ N, 2° 13′ 06″ E / 41.798835°N,2.218294°E | IPA-22567     | Casa Aguilar (Centelles) · Vegeu més fotos d'aquest monument · Carregueu una nova foto d'aquest monument                                                               |
| Casa Joan Pujalt, Can Moixo o Casa Josep Pujalt                            |              | Obra popular XVIII                          | Centelles C. Jesús, 44                        | 41° 48′ 00″ N, 2° 13′ 10″ E / 41.80004°N,2.219351°E  | IPA-22570     | Casa Joan Pujalt (Centelles) · Vegeu més fotos d'aquest monument · Carregueu una nova foto d'aquest monument                                                           |
| Can Gallifa                                                                |              | Obra popular XVIII                          | Centelles C. Jesús, 62                        | 41° 48′ 02″ N, 2° 13′ 11″ E / 41.800492°N,2.219670°E | IPA-22571     | Can Gallifa (Centelles) · Vegeu més fotos d'aquest monument · Carregueu una nova foto d'aquest monument                                                                |
| Can Pedralba                                                               |              | Obra popular XVIII-XX                       | Centelles C. Jesús, 57                        | 41° 48′ 00″ N, 2° 13′ 10″ E / 41.800121°N,2.219314°E | IPA-22572     | Can Pedralba (Centelles) · Vegeu més fotos d'aquest monument · Carregueu una nova foto d'aquest monument                                                               |
| Societat Coral La Violeta                                                  |              | Eclecticisme XIX Final                      | Centelles C. Anselm Clavé, 1                  | 41° 47′ 55″ N, 2° 13′ 08″ E / 41.798676°N,2.218789°E | IPA-22573     | Societat Coral La Violeta (Centelles) · Vegeu més fotos d'aquest monument · Carregueu una nova foto d'aquest monument                                                  |
| Cal Xicorrei, o Casa Pratmarsó                                             |              | Eclecticisme XIX Final                      | Centelles Pl. Mossèn Xandri, 5                | 41° 47′ 54″ N, 2° 13′ 08″ E / 41.798317°N,2.219010°E | IPA-22574     | Cal Xicorrei (Centelles) · Vegeu més fotos d'aquest monument · Carregueu una nova foto d'aquest monument                                                               |
| Casa Salvador Ripoll                                                       |              | Modernisme Joaquim Raspall XX Inici         | Centelles C. Hospital 30                      | 41° 47′ 55″ N, 2° 13′ 14″ E / 41.79867°N,2.220571°E  | IPA-22575     | Casa Salvador Ripoll (Centelles) · Vegeu més fotos d'aquest monument · Carregueu una nova foto d'aquest monument                                                       |
| Pont de pedra de Cal Xicorrei                                              |              | Modernisme XIX Final, XX Inici              | Centelles Cal Xicorrei                        | 41° 47′ 54″ N, 2° 13′ 07″ E / 41.798359°N,2.218613°E | IPA-22576     | Pont de pedra de Can Xicorrei (Centelles) · Vegeu més fotos d'aquest monument · Carregueu una nova foto d'aquest monument                                              |
| Habitatge al carrer Sant Martí, 41                                         |              | Obra popular XVIII                          | Centelles C. Sant Martí, 41                   | 41° 47′ 37″ N, 2° 13′ 03″ E / 41.793677°N,2.217382°E | IPA-22577     | Habitatge al carrer Sant Martí, 41 (Centelles) · Vegeu més fotos d'aquest monument · Carregueu una nova foto d'aquest monument                                         |
| Habitatge al carrer Sant Martí, 48                                         |              | Obra popular XVIII                          | Centelles C. Sant Martí, 48                   | 41° 47′ 37″ N, 2° 13′ 15″ E / 41.793745°N,2.220835°E | IPA-22578     | Habitatge al carrer Sant Martí, 48 (Centelles) · Vegeu més fotos d'aquest monument · Carregueu una nova foto d'aquest monument                                         |
| plaça i carrer dels Estrangers                                             |              | Obra popular                                | Centelles                                     | 41° 47′ 53″ N, 2° 13′ 11″ E / 41.798045°N,2.219753°E | IPA-22579     | Conjunt plaça i carrer dels Estrangers (Centelles) · Vegeu més fotos d'aquest monument · Carregueu una nova foto d'aquest monument                                     |
| Portal adovellat rodó i escudet de l'habitatge al carrer de Sant Antoni, 1 |              | Obra popular XVI                            | Centelles C. Sant Antoni, 1                   | 41° 47′ 53″ N, 2° 13′ 11″ E / 41.797935°N,2.219821°E | IPA-22580     | Portal adovellat rodó i escudet de l'habitatge al carrer de Sant Antoni, 1 (Centelles) · Vegeu més fotos d'aquest monument · Carregueu una nova foto d'aquest monument |
| Habitatge al carrer de Sant Antoni, 14                                     |              | Gòtic-Renaixement                           | Centelles C. Sant Antoni, 14                  | 41° 47′ 53″ N, 2° 13′ 13″ E / 41.798172°N,2.220228°E | IPA-22582     | Habitatge al carrer de Sant Antoni, 14 (Centelles) · Vegeu més fotos d'aquest monument · Carregueu una nova foto d'aquest monument                                     |
| Habitatge al carrer de Sant Antoni, 9                                      |              | Obra popular                                | Centelles C. Sant Antoni, 9                   | 41° 47′ 54″ N, 2° 13′ 13″ E / 41.798235°N,2.220215°E | IPA-22583     | Habitatge al carrer de Sant Antoni, 9 (Centelles) · Vegeu més fotos d'aquest monument · Carregueu una nova foto d'aquest monument                                      |
| Casa Pau Giol                                                              |              | Obra popular XVIII                          | Centelles C. Sant Antoni, 12                  | 41° 47′ 53″ N, 2° 13′ 13″ E / 41.798127°N,2.220192°E | IPA-22584     | Casa Pau Giol (Centelles) · Vegeu més fotos d'aquest monument · Carregueu una nova foto d'aquest monument                                                              |
| Casa Buncàs                                                                |              | Obra popular XVI-XVII                       | Centelles C. Nou, 10                          | 41° 47′ 52″ N, 2° 13′ 07″ E / 41.797870°N,2.218568°E | IPA-22585     | Casa Buncàs (Centelles) · Vegeu més fotos d'aquest monument · Carregueu una nova foto d'aquest monument                                                                |
| Capella del Socós                                                          |              | Renaixement XVI                             | Centelles C. Socós, 29                        | 41° 47′ 47″ N, 2° 13′ 08″ E / 41.796263°N,2.218891°E | IPA-22586     | Capella del Socós (Centelles) · Vegeu més fotos d'aquest monument · Carregueu una nova foto d'aquest monument                                                          |
| Marçó de Baix                                                              |              | Obra popular XIX                            | Centelles C. Galejadors, 2                    | 41° 47′ 51″ N, 2° 13′ 01″ E / 41.797367°N,2.217024°E | IPA-22587     | Marçó de Baix (Centelles) · Vegeu més fotos d'aquest monument · Carregueu una nova foto d'aquest monument                                                              |
| Marçó de Dalt                                                              |              | Obra popular XVIII                          | Centelles Av. Font del Marçó - c. Fortià Solà | 41° 47′ 46″ N, 2° 12′ 58″ E / 41.796083°N,2.216138°E | IPA-22588     | Marçó de Dalt (Centelles) · Vegeu més fotos d'aquest monument · Carregueu una nova foto d'aquest monument                                                              |
| Casa Sors, antiga Casa de la Rectoria                                      |              | Barroc XVIII                                | Centelles Pl. Major, 12                       | 41° 47′ 51″ N, 2° 13′ 07″ E / 41.797486°N,2.218623°E | IPA-22589     | Casa Sors (Centelles) · Vegeu més fotos d'aquest monument · Carregueu una nova foto d'aquest monument                                                                  |
| Ca l'Esteve                                                                |              | Obra popular XVI                            | Centelles Pl. Vella, 7                        | 41° 47′ 52″ N, 2° 13′ 10″ E / 41.797869°N,2.219329°E | IPA-22590     | Ca l'Esteve (Centelles) · Vegeu més fotos d'aquest monument · Carregueu una nova foto d'aquest monument                                                                |
| Centre parroquial de Centelles                                             | BCIL 2016    | Noucentisme, eclecticisme XX                | Centelles C. Marquès de Peñaplata, 14         | 41° 47′ 57″ N, 2° 13′ 16″ E / 41.799213°N,2.221067°E | IPA-34202     | Centre parroquial de Centelles · Vegeu més fotos d'aquest monument · Carregueu una nova foto d'aquest monument                                                         |
| Molí del Rossell                                                           |              | Obra popular XIV-XV                         | Centelles                                     | 41° 47′ 13″ N, 2° 14′ 24″ E / 41.786810°N,2.240133°E | IPA-34250     | Carregueu una nova foto d'aquest monument |
| Masia del Molí de la Llavina                                               |              | Obra popular XI-XX                          | Centelles                                     | 41° 47′ 10″ N, 2° 13′ 49″ E / 41.78606°N,2.23020°E   | IPA-34253     | Masia del Molí de la Llavina (Centelles) · Vegeu més fotos d'aquest monument · Carregueu una nova foto d'aquest monument                                               |
| Molí de les Canes                                                          |              | Obra popular                                | Centelles                                     | 41° 46′ 58″ N, 2° 14′ 40″ E / 41.78272°N,2.24437°E   | IPA-34256     | Molí de les Canes (Centelles) · Vegeu més fotos d'aquest monument · Carregueu una nova foto d'aquest monument                                                          |